# Хімія і життя
«Хімія і життя» (англ. Better Living Through Chemistry, досл. «Покращення життя за допомогою хімії») — американський комедійно-драматичний фільм 2014 року; режисери і сценаристи — Девід Позаментьє та Джефф Мур. У головних ролях: Сем Роквелл, Олівія Вайлд, Мішель Монаган та Рей Ліотта. Прем'єра відбулася 14 березня 2014 року (США).

## Зміст
Головний герой працює фармацевтом в провінційній аптеці. Його життя одноманітне: осоружна робота і невдалий шлюб, почуття в якому вже давно згасли. Але є один яскравий промінь у цьому сірому царстві — молода коханка, яка одружена зі старим. І от молоді люди вирішують, що доходжалий чоловік — явна перешкода їхньому щастю, і що непогано б було його позбутися.

## У ролях
- Сем Роквелл — Дуґ Варні
- Олівія Вайлд — Елізабет Робертс
- Мішель Монаган — Кара Варні
- Рей Ліотта — Джек Робертс
- Норберт Лео Бутц — агент Ендрю Карп
- Бен Шварц — Ноа
- Кен Говард — Волтер Бішоп
- Джейн Фонда — камео